# Teoría del establecimiento de la agenda
La teoría de la fijación de la agenda, también conocida como teoría de la agenda setting por su nombre en inglés, postula que los medios de comunicación de masas tienen una gran influencia sobre el público al determinar qué asuntos poseen interés informativo y cuánto espacio e importancia se les da.
Como punto central de esta teoría es la capacidad de los grandes medios de comunicación para graduar la importancia de la información que se va a difundir, dándole un orden de prioridad para obtener mayor audiencia, mayor impacto y una determinada conciencia sobre la noticia. Del mismo modo, deciden qué temas excluir de la agenda. Más claramente, la teoría del establecimiento de la agenda dice que la agenda mediática, conformada por las noticias que difunden los medios informativos cotidianamente y a las que confieren mayor o menor relevancia, influye en la agenda pública.
Esta teoría estudia el impacto de la prensa (impresa, electrónica) y la información que esta maneja en el público. 
Su principal preocupación es analizar cómo la información de los medios masivos (agenda) influye en la opinión pública, y las imágenes que albergamos en nuestras mentes como espectadores o lectores de esas noticias. Para la agenda setting, la prensa es mucho más que un simple proveedor de información y opinión, lo que ocurre en el Estado, en el país y en el mundo, luce diferente para distintas personas, no solo por su ideología e intereses individuales, sino también por el mapa informativo que trazan los reporteros, editores y articulistas de los medios a través de los cuales se informan.

## Teoría
La teoría del establecimiento de la agenda se refiere a como los medios influyen en el público directa o indirectamente, no en las opiniones o dictámenes que estos enuncian; sino procurando la relevancia o el espacio informativo a temas o cuestiones que los medios eligen. El estudio realizado por McCombs y Shaw en 1972 refiere a que la gente considera unos temas (la agenda del público), más destacados que otros en proporción directa a la importancia que le dan los medios (la agenda de los medios), aunque estos no se dejen influir por la audiencia, cuál será la actitud o decisión del público en los asuntos que proponen los medios. "Su nombre metafórico proviene de la noción de que los medios de comunicación mass-media son capaces de transferir la relevancia de una noticia en su agenda a la de la sociedad" (McCombs, 1996, p.17).
Según McCombs, la comunicación de masas tiene tres funciones: vigilancia de un entorno, consenso entre sectores de la sociedad y transmisión de la cultura. A través de la exposición del público a los medios de comunicación, la gente se vuelve más consciente de su entorno más allá de su alcance personal inmediato, escogiendo un puñado de información que considerará pertinente. McCombs propone, como premisa de este proceso, que “el grado de sintonización entre la agenda mediática y la del público, es directamente proporcional a la exposición del público a los mensajes de los medios”.
Las principales consideraciones de esta teoría, son la capacidad de los mass-media para graduar la importancia de la información que se va a difundir, dándole un orden de prioridad para obtener mayor audiencia, impacto y una determinada conciencia sobre la noticia, y la inclusión o exclusión de determinados temas. Es decir, lo que es relevantes para los medios se convierten en importante para el público. El nombre "agenda setting" no posee una traducción consolidada al español, y se han utilizado en la literatura términos como "función del establecimiento de una agenda temática" o variaciones como "jerarquización de noticias" o "canalización periodística de la realidad" entre otras.
La teoría de la agenda setting es el resultado experimental de una tesis que, a manera de metáfora, planteó Cohen: los medios (informativos) pueden no acertar al decirnos cómo pensar sobre un determinado tema, pero sí cuando nos dicen sobre qué pensar.
Los factores que intervienen en el establecimiento periodístico comprenden:
1. Alianza entre Empresas mediáticas y Gobiernos.
2. Establecimiento de prioridades Informativas, respecto a las otras agendas.
3. Canalización de la información redimensión y divulgación.
4. Organización de la noticia, horarios, espacios, determinación de tiempo.

### Mecanismos comunicadores
Los mecanismos comunicadores son aquellos que se utilizan para poder manejar la información. Según la agenda setting, estos son tres:
1. Tamaño o extensión: Se refiere al número de páginas en un periódico, el número de caracteres de la nota, o el espacio televisivo o radiofónico que le brinden a una noticia.
2. Frecuencia: Se refiere al día en que salió la noticia, los días lunes la gente está más al tanto de lo que acontece, compra más periódicos, escucha más la radio, o ve más la televisión que un día domingo, que tanto seguimiento se le dio al acontecimiento y cuantos días salió en los primeros bloques o planas.
3. Lugar o ubicación: Se refiere a la parte en la que fue agendada la noticia, en un periódico la plana en la cual fue colocada la nota y usando la "zeta inversa", que da importancia a las planas de derecha a izquierda y de arriba abajo o en los programas de acuerdo a los bloques.

## Aportes

### Influencia en la opinión pública
Investigaciones realizadas en Alemania, Argentina, España, Estados Unidos y Japón sobre asuntos relacionados con temporadas electorales y no electorales efectuadas en un periodo que va desde 1968 hasta la actualidad, demostraron que existe una considerable evidencia que demuestra un alto grado de correspondencia entre las prioridades de la agenda del medio y las subsecuentes prioridades de la agenda del público y da inicio a la revisión de la primera fase de esta teoría, que está centrada concretamente en la transmisión de relevancia temática de la agenda de los medios de comunicación a la agenda del público.

### Agenda-setting de atributos yframing
Framing es la selección y el énfasis que los medios conceden a las características de un tema, y que promueven abiertamente en el público una particular evaluación sobre dicho tema. En este sentido, los argumentos convincentes se proponen como modos de estructurar las representaciones de un tema priorizado por los medios para que éste llegue a ser altamente exitoso entre el público, vale decir, cómo la relevancia de los atributos de un tema afecta a su relevancia temática, o cómo el segundo nivel influye en el primero.
Se trata en efecto de un retorno a la corriente de la influencia de los medios de comunicación sobre las actitudes y opiniones a la luz de recientes aportes teóricos.

## Principales referentes
Donald L. Shaw, profesor norteamericano de la Escuela de Periodismo y Comunicación de Masas de la Universidad de Carolina del Norte en Chapel Hill. Según Shaw, la agenda-setting sostiene que "como consecuencia de la acción de los periódicos, de la televisión y de los demás medios de información, el público es consciente o ignora, presta atención o descuida, enfatiza o pasa por alto, elementos específicos de los escenarios. La gente tiende a incluir o a excluir de sus propios conocimientos lo que los media incluyen o excluyen de su propio contenido". 
Las características de la agenda-setting, de acuerdo a Shaw, incluyen:
1. Que la gente sólo conoce lo que los medios masivos de comunicación les ofrecen, ignorando por completo cualquier otra noticia.
2. Que conforme los medios masivos de comunicación den más importancia a una noticia o a otra, así lo hará también su público.[6]

Maxwell McCombs, docente en las universidades de Los Ángeles (1965-66) y Carolina del Norte (1967-73), pasando con posterioridad a la de Syracuse (1973-85). Fue director del News Research Center de la American Newspaper Publishers Association (1975-84). 
McCombs refiere la influencia que los contenidos de los medios ejercen sobre las preocupaciones de los receptores, sobre sus argumentos de debate, sobre la gestión de sus intereses, etc. La elaboración de agendas está en la base de la sociología política y es especialmente intensa en las etapas electorales, en las que los políticos, a través de los medios, buscan mantener el interés y el pulso de opinión en torno a los temas que son objeto de su programa. 
McCombs y Shaw estudian, a través de sucesivos trabajos empíricos, el papel que juegan los medios en la formación del efecto agenda-setting. La selección de las noticias por parte de los medios y la credibilidad de estos actúan, sobre el marco en el que se establece la referencia del debate político.
Bernard Cohen fue profesor emérito de Historia de la Ciencia de la Universidad de Harvard, en donde se doctoró en historia de la ciencia en 1947 (ahí permaneció desde el bachillerato en 1933 hasta su retiro en 1984), y pionero en el campo de la historia de la ciencia. Produjo la primera traducción al inglés de “Principia Mathematica” (completada por la latinista Anne Whitman) de Newton desde 1729, que consideraba su más importante trabajo. Recibió también un doctorado honorario de la Universidad George Washington en 1997.

## Impacto de laagenda settingen sus dos niveles
1. Lo que no entra en la agenda de los medios no existe.
2. Los aspectos que seleccionan y en los que ponen su atención los medios afectan la percepción que tiene el público respecto de estos asuntos.
3. Determinar el modo en que se encuadra un asunto –establecer las normas básicas para su deliberación – puede afectar significativamente el desenlace final.[9]
4. Los mensajes mediáticos afectan de distinta manera a diferentes personas.
5. Por más activa que sea la gente en la búsqueda de información, sus posibilidades se restringen a los datos que les proporcionan los medios masivos.
6. Los lectores o receptores difícilmente podrán reflexionar, discutir o analizar los temas omitidos por los medios.

El gran papel de la agenda setting para los medios informativos: identificar los asuntos más importantes del día y la agenda completa de atributos de esos asuntos.
El énfasis constante en ciertos temas por parte de los medios informativos tienden a crear preocupación sobre ellos.
El efecto de la agenda se manifiesta con mayor fuerza en la medida que los espectadores tienen menos conocimientos del tema sobre el cual los medios quieren influir. Es decir, las personas más informadas son más difíciles de manipular.

## Medios digitales
Previo al uso y desarrollo exponencial de las redes sociales a principios de la segunda década del siglo XXI, fueron varios los científicos sociales que propusieron una dinámica de horizontalidad dentro de los medios digitales, una especie de democratización de los canales comunicativos. Sin embargo, estudios como el de Putman (2000) cuestionan la calidad del capital social construido a través de las redes sociales digitales, empujando más al aislamiento que a la cooperación para la difusión de información. Existe un énfasis en el poder que aparentan tener los simpatizantes de organizaciones y/o movimientos con una base profesional o política.
“Las redes poseen usuarios que actúan como programadores los cuales tienen la capacidad de construir redes y de programar/reprogramar las mismas a partir de los objetivos que les asignen. En correlación están los enlaces (switchers) que tienen la capacidad de conectar diferentes redes y asegurar su cooperación compartiendo objetivos y combinando recursos”.
Según el Dr. Torres (2014) existen cinco tipos de usuarios en el caso específico de Twitter:
- Observadores: no se involucran directamente con acciones de la plataforma, solo leen.
- Comentadores: interactúan poco y su impacto se percibe más en lo colectivo que en lo individual.
- Curadores: grupo influyente que recopila información, la selecciona y filtra tanto de los iniciadores de idea como de los “influyentes accidentales” que salen de los comentadores; promueven la discusión.
- Iniciadores de idea: los “cerebros creativos” detrás de muchas ideas en la red.
- Amplificadores: usualmente actores muy bien conectados, con gran audiencia y muchos seguidores. Difunden ideas previamente creadas y ya filtradas.

Dadas las características de cada usuario (número de seguidores, nivel de los mismos y la interacción producida) poseen niveles de influencia dentro del medio. Existen jerarquías dentro de la dinámica de redes sociales, que posteriormente se ven reflejadas en la agenda mediática de los medios tradicionales, como bien lo indican las teorías clásicas de Cohen y McCombs.